# Aischylos
Aischylos (græsk: Αἰσχύλος, tr. Aiskhýlos; født 526 f.Kr., død 456 f.Kr.) var en græsk tragediedigter. Han omtales ofte som tragediens fader. Han er den tidligste af de tre græske tragediedigtere, hvis skuespil ikke er fuldkommen tabte. De to andre er Sofokles og Euripides.

## Biografi
Aischylos blev født i Attika i Eleusis en lille by ca. 30 km nordvest for Athen. Hans familie var både rig og magtfuld. Hans far, Euphorion, var medlem af Attikas gamle nobilitet. I sin ungdom var han vidne til peisistratidernes tyranni i Athen.
Som ung arbejdede Aischylos i en vingård, indtil Dionysos besøgte ham mens han sov og beordrede ham til at vende sig mod den spirende kunstart, tragedien. Da Aischylos begyndte at skrive, var teaterkunsten i sin spæde start. Skuespil var ikke meget mere end livlige sange og danse. Et kor dansede og førte dialoger med en skuespiller, der spillede roller ved hjælp af masker. Det meste af handlingen foregik i orchestra, en lille rund danseplads, som var en reminiscens fra gammel tid, hvor dramaet ikke var andet end beruset, improviseret teater ved Dionysos-alteret.
I 490 f.Kr. kæmpede Aischylos i Slaget ved Marathon, Det Deliske Søforbunds sejr over perserkongen Dareios' invasionshær. I 480 f.Kr. kæmpede han mod perserkongen Xerxes' flåde i Slaget ved Salamis. Den athenske sejr over perserne ved Salamis blev emnet for hans ældste overleverede skuespil, "Perserne", der blev opført i 472 f.Kr. og kunne også ses i stykket "De syv mod Theben". I filosofisk sammenhæng blev Aischylos betragtet som pythagoræer. Det kunne ses i hans værker. August Wilhelm von Schlegel støtter, at Aischylos var tragediens ophavsmand.
Aischylos rejste ofte til Sicilien, hvor tyrannen i Gela var hans mentor. I 458 f.Kr. rejste han dertil for sidste gang.

## Værker
Aischylos' værker har en stærk moralsk og religiøs markering og koncentrerer sig om menneskets stilling i kosmos i forhold til guderne, guddommelig lov og guddommelig straf i Orestien. Ud over Aischylos' værkers litterære kvaliteter, var hans største bidrag til teatret tilføjelsen af endnu en skuespiler i scenerne. Tidligere fandt handlingen sted mellem én skuespiller og koret. Dette bidrag nævnes af Aristoteles.
De overleverede værker, der tilskrives Aischylos, er:
- Perserne -(Πέρσαι/Pérsai), 472 f.Kr.
- De syv mod Theben ( Ἑπτὰ ἐπὶ Θήϐας/Heptà epì Thếbas), 467 f.Kr.
- De bønfaldende (Ἱκέτιδες/Hikétides), sandsynligvis 463 f.Kr.
- Orestien, 458 f.Kr. består af:
  - Agamemnon (Ἀγαμέμνων/Agamémnôn)
  - Sonofret (Χοηφόροι/Khoêphóroi)
  - Eumeniderne (Εὐμενίδες) / Eumenídes)

(**) Prometheus (Προμηθεὺς δεσμώτης/Promêtheùs desmốtês) blev i antikken tilskrevet Aischylos. Nu mener forskere, at det er et værk af en ukendt; måske Euphorion, en af Aischylos' sønner, og afleveret som hans fars arbejde. Stykkets sprog er langt simplere end Aischylos' og uden samme komplekse brug af metaforer. Dets modstand mod Zeus er i fuldstændig modstrid med det religiøse syn i de seks andre stykker. Det må være skrevet før 429 f.Kr. da Kratin refererer til det i et af sine egne stykker.
Tabte stykker og fragmenter: Phineas, Glaukos Potnieus og Prometheus Pyrkaeus et satyrspil hører til tetralogien med Perserne. Deruodver Laios, Oedipus og Sphynx, et andet satyrspil der tilhører tetralogien med De syv mod Theben og stykket Proteus, et satyrspil der tilhører Oresti-tetralogien.